# 平野星矢
平野 星矢（ひらの せいや、1987年5月15日 - ）は、長野県長野市出身の自転車競技(マウンテンバイククロスカントリー)選手である。

## 主な戦歴
2007年
- 全日本選手権 U23 10位

2009年
- 全日本選手権 U23 4位
- JCFナショナルポイントランキング 総合9位

2009年
- 全日本選手権 U23 3位
- JCFナショナルポイントランキング 2位

2010年
- 全日本選手権 U23 優勝 [2]
- JCFナショナルポイントランキング 総合1位
- JCFジャパンシリーズ 総合1位

2011年
- アジア選手権 ２位
- 全日本選手権 2位 [3]

2012年
- 全日本選手権 6位

2013年
- 全日本選手権 4位

2014年
- アジア選手権 ２位
- 全日本選手権 4位 [4]
- JCFナショナルポイントランキング 2位
- JCFジャパンシリーズ 総合2位 [5]

2015年
- 全日本選手権 4位
- Coupe du Japon ナショナルランキング Men Elite 総合1位

2016年
- 全日本選手権 2位

2017年
- 全日本選手権 3位

2018年
- アジア選手権 3位
- 全日本選手権 2位

2020年
- アジア選手権 ２位